# Мукеа (Браила)
Мукеа (рум. Muchea) насеље је у Румунији у округу Браила у општини Силиштеа. Oпштина се налази на надморској висини од 6 m.

## Становништво
Према подацима из 2002. године у насељу је живело 403 становника, од којих су сви румунске националности.